# Berta Prieto
Berta Prieto Carrasco (Barcelona, 19 de marzo de 1998) es una actriz, dramaturga, guionista y directora catalana conocida por ser cocreadora y protagonista de la serie Autodefensa.

## Biografía
Berta Prieto nació en Barcelona y aunque vivió en Cornellà del Llobregat, pasó toda su infancia y adolescencia en Celrà. Se formó como actriz en diferentes escuelas de interpretación como El Col·legi de Teatre, El Galliner, o El Estudio Laura Jou y estudió humanidades en la UOC.
En 2017 creó la compañía de teatro Las Chatis de Montalbán junto a Lola Rosales y  se estrenaron con "El Chinabum" (dir. Paula Ribó, 2019) en los teatros La Gleva,  El Teatro del Barrio de Madrid y en el festival de temporada Alta. En 2019, presentan su segundo espectáculo de creación propia "FUCK YOU MODERN FAMILY (o todo sobre mi abuela)". Dirigido por Anna Serrano y coproducido por la Sala Beckett y Bitò Produccions.
En 2022 se dio a conocer por la serie Autodefensa, en la que participó como cocreadora (junto a Miguel Ángel Blanca y Belén Barenys) y protagonista, por la que recibió dos nominaciones a los premios Feroz en las categorías de “Mejor guión de serie” y “Mejor serie de comedia” entre otras.
En 2023 dirigió El Chinabum Remix, en el teatro La Gleva, un remontaje de la original estrenada en 2019 y luego, fue compañía residente en la Sala Beckett junto a Lola Rosales con su tercer espectáculo, "Derecho a pataleta", en el que participa como dramaturga, directora y actriz, que se estrena a finales de abril de 2023.
En 2024, dirige una nueva obra de teatro, escrita por ella (y dónde no actúa), titulada "Del fandom al troleig, Una sàtira del bla bla bla", íntegramente en catalán. La obra se define como "una sátira sobre el overthinking de la Generación Z". Las protagonistas de su nueva obra son Belén Barenys, Roser Dresaire, Judit Martín, Irene Moray y Laura Roig.  

## Filmografía

### Series
| Año  | Título      | Personaje | Cadena |
| ---- | ----------- | --------- | ------ |
| 2022 | Autodefensa | Berta     | Filmin |

### Teatro
| Año  | Título                                            | Personaje               | Teatro                                                   |
| ---- | ------------------------------------------------- | ----------------------- | -------------------------------------------------------- |
| 2019 | El Chinabum                                       | Sara                    | La Gleva, El teatro del Barrio de Madrid, Temporada Alta |
| 2019 | FUCK YOU MODERN FAMILY (o todo sobre mi abuela)   | Berta                   | Sala Beckett                                             |
| 2023 | Derecho a pataleta                                | Berta                   | Sala Beckett                                             |
| 2024 | Del fandom al troleig, Una sàtira del bla bla bla | Directora, no personaje | Sala Beckett                                             |

## Premios y nominaciones
Premios Feroz
| Año  | Categoría              | Serie       | Resultado | Ref.  |
| ---- | ---------------------- | ----------- | --------- | ----- |
| 2023 | Mejor guion de serie   | Autodefensa | Nominada  | [ 3 ] |
| 2023 | Mejor serie de comedia | Autodefensa | Nominada  | [ 3 ] |